# Hintereggen, Nemški Grebinj
Hintereggen je naselje v Občini Nemški Grebinj v Okraju Šentvid ob Glini na Koroškem v Avstriji.